# Caserío Artzabal
 El caserío Artzabal se sitúa en el casco urbano de Elizalde, en Usúrbil (Provincia de Guipúzcoa, España). Es un edificio barroco de tamaño medio y de planta rectangular que se encuentra en un parque de 18.000 metros cuadrados.
Consta de dos plantas y desván, cubierta de madera a tres aguas y gallur perpendicular a la fachada principal, de orientación sureste. Esquinales de sillar de piedra arenisca. La citada fachada está construida en mampostería en la planta baja, presentando un porche-soportal abierto en su parte SW. En el centro de este soportal un pilar de piedra de sección cilíndrica apea la viga de madera de la planta primera. En la parte central, un vano dintelado y recercado de sillar es el acceso principal del edificio. A la derecha de dicho vano posee también una ventana dintelada recercada asimismo de sillares. En la primera planta, un largo balcón corrido de madera está apoyado en la solivería. La fachada en esta primera planta es de entramado de madera cuyos vanos están rellenados con ladrillo cerámico. En el desván el hastial está totalmente abierto. De él parten tornapuntas que soportan un alero de gran vuelo. La fachada SW está construida en mampostería enfoscada en toda su superficie. Presenta piedra sillar de arenisca en su sector S, el correspondiente a la zona del soportal abierto, al que se accede a través de un vano dintelado recercado de sillar. Sobre dicho vano se abre una ventana recercada también de sillares. La fachada NE está también construida en mampostería, presentando algunos huecos dintelados recercados en sillar a la altura de la planta baja y primera. La fachada NW (trasera) es asimismo de mampostería, con esquinales de sillar, salvo el hueco de un antiguo portalón de acceso, que se halla en la primera planta.
La armadura interior de este caserío se apoya sobre nueve postes enterizos que soportan la viguería, solivería y tornapuntas ensambladas en cajas de espiga. Una cuarta parte de la superficie de la primera planta, en la zona NW, es de forjado de cemento. En esta misma área, en la misma zona, carece de desván.
En la actualidad, funcionan en el caserío el centro de jubilados municipal (planta alta) y el restaurante Artzabal (planta baja).